# ЦСКА 1948
Футбольный клуб Центральный спортивный клуб армии 1948 (болг. Футболен Клуб Централен спортен клуб на армията 1948) — болгарский футбольный клуб из города София, столицы страны. Домашние матчи команда проводит на стадионе Васил Левски, вмещающем 43 230 зрителей. Ныне ЦСКА 1948 выступает в Первой профессиональной футбольной лиге.

## История

### Основание
В июне 2016 года после того, как юридическая фирма, представлявшая ПФК ЦСКА София, ПФК ЦСКА ЭАД обанкротилась, была создана новая, чтобы ЦСКА мог принять участие во вновь созданной Первой профессиональной футбольной лиге. Часть болельщиков армейцев не признали эту процедуру и решили основать свой собственный клуб — ФК ЦСКА 1948 София. 
Клуб был основан 19 июля 2016 года, на встрече в Центральном военном клубе в Софии. Члены учредительного собрания объявили о сотрудничестве с производителем спортивных товаров Erreà и приняли эмблему, схожую с логотипом ЦСКА.

### Любительские лиги (2016—2018)
21 августа 2016 года ЦСКА 1948 выиграл свой первый трофей, победив в товарищеском турнире четырёх клубов в Кокаляне. Команда обыграла софийский «Академик» в финале со счётом 1:0.
В своей первой официальной игре в сезоне 2016/2017 ЦСКА 1948 разгромил софийский «Люлин» со счётом 8:0 в рамках Софийской областной любительской футбольной группы. Первые свои домашние матчи команда проводила на стадионе Васил Левски, но позднее играла также в Обеле и Германе. ЦСКА 1948 выиграл свою группу и стал победителем всей Софийской областной любительской футбольной группы. 7 июня 2017 года команда играла с «Брацигово» за путёвку в третью лигу и оказалась сильнее в серии пенальти (7:6). Кроме того, ЦСКА 1948 вышел в финал Кубка Болгарской любительской футбольной лиги, который проиграл 25 мая 2017 года клубу из третьей лиги «Черноморец» из Балчика.
Для участия в третьем дивизионе болгарского футбола (в сезоне 2017/2018) ЦСКА 1948 переехал на стадион Драгалевци, чтобы соответствовать требованиям соответствующей лиги. 19 мая 2018 года клуб обеспечил себе выход во Вторую профессиональную футбольную лигу. Команда закончила сезон с 29 победами, 5 ничьими и без поражений, а два её футболиста стали лучшими бомбардирами Юго-Западной Третьей лиги — Андон Гуштеров и Петко Петков. Также ЦСКА 1948 провёл хорошую кампанию в Кубке Болгарской любительской футбольной лиги, на этот раз выйдя в полуфинал.

### Вторая профессиональная лига, выход в первую
Перед сезоном 2018/2019 во Второй профессиональной лиге ЦСКА 1948 вернулся на стадион имени Василя Левски из-за повышенного к себе интереса и более высокого статуса лиги. Команда была значительно усилена профессиональными игроками, так как целью на сезон был поставлен выход в Первую лигу. После четырёх туров главный тренер Валентин Илиев, руководивший клубом с самого начала, был заменён на Петко Петкова.
По итогам сезона 2019/20 команда вышла в высший дивизион — Первую лигу.
В сезоне 2022/23 ЦСКА 1948 занял третье место в высшем дивизионе (после «Лудогорца» и ЦСКА), а также впервые дошёл до финала Кубка Болгарии, где проиграл «Лудогорцу» 1:3.

### Вторая команда
В 2019 году клуб представил вторую команду — ЦСКА 1948 II, заявившуюся в одну из региональных лиг. С сезона 2021/22 играет во Второй лиге.
Кроме того, в Третьей лиге с сезона 2022/23 играет команда ЦСКА 1948 III.

## Экипировка
Цвета основной формы команды — красный и белый. Второй комплект белого цвета, третий — черного цвета.
31 января 2017 года ЦСКА 1948 представил своего главного спонсора — Efbet. Компания спонсирует не только первую команду, но и академию.
| Период    | Производители формы | Спонсоры     |
| --------- | ------------------- | ------------ |
| 2016      | Errea               | Без спонсора |
| 2017–2020 | Errea               | Efbet        |
| 2020–     | Adidas              | Efbet        |

С 2018 года талисман команды - Лев.

## Достижения
- Вторая лига:
  - Победитель: 2019/20
- Юго-Западная группа Третьей лиги:
  - Победитель: 2017–18
- Областная группа «А» (София):
  - Победитель: 2016/17
- Кубок Болгарской любительской футбольной лиги:
  - Финалист: 2016/17

- Почётный знак Президента Болгарии (2018)[8]